# Gerhard von Questenberg

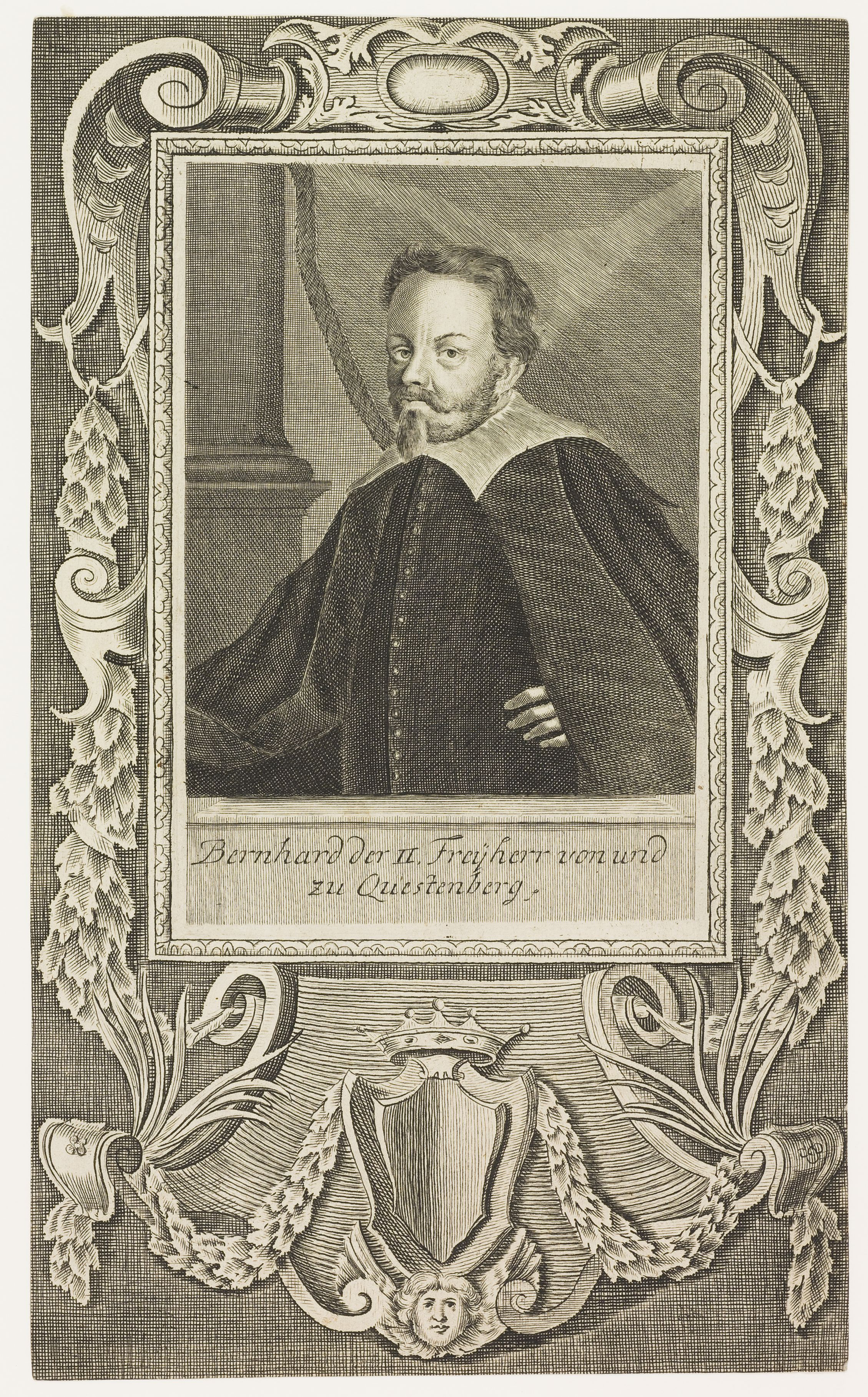
Gerhard von Questenberg

Gerhard Freiherr von Questenberg-Jarmeritz (* um 1586 in Köln; † 1. Juli 1646 in Wien) war ein kaiserlicher Diplomat und Staatsmann in der Zeit des Dreißigjährigen Krieges.

## Familie

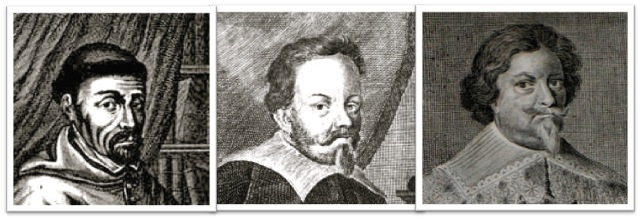
Gerhard von Questenberg (Mitte) mit seinen Brüdern Kaspar und Hermann

Gerhard von Questenberg stammte aus der Ehe des Gerhard von Questenberg mit Katharina von Therlaen-Lennep. Sein Großvater Johann von Questenberg war Kriegssekretär und Registrator unter Kaiser Matthias gewesen. Sein Bruder Kaspar war Abt des reichen Klosters Strahov bei Prag, sein Bruder Hermann Reichshofrat.
Gerhard wurde Geheimrat des Kaisers Ferdinand II., der ihn – gemeinsam mit seinem Bruder Hermann – am 17. März 1627 in den Freiherrenstand erhob. Durch den erheblichen familiären Besitz an Ländereien nannte er sich auch Gerhard II., Freiherr von und zu Questenberg, Herr der Herrschaft Jaromiritz, Bauschitz, Petschau, Gabhorn, Pürten, Mieß, Rappolten und Sieghardskirchen.
Er war verheiratet mit Maria Unterholzer von Kranichberg. Aus dieser Ehe gingen vier Kinder hervor.

## Leben
Gerhard Freiherr von Questenberg war kaiserlicher Geheimer Rat am Wiener Hof sowie Vizepräsident des Hofkriegsrates.
Er erwarb die durch Ferdinand II. von dessen Gegnern konfiszierten Herrschaften Jarmeritz in Mähren (1623) und Petschau in Westböhmen (1624).
Er war einer der wenigen Räte am Wiener Hof, die ein persönlich vertrauensvolles Verhältnis zu Wallenstein unterhielten. Daher wurde er, zusammen mit Verdenberg, auf dem Regensburger Kurfürstentag (1630) vom Kaiser dazu ausersehen, dem Oberbefehlshaber der kaiserlichen Armee die Nachricht von seiner Ablösung zu überbringen, was in Memmingen geschah; Wallenstein nahm die Nachricht mit Würde auf. Nach der Entlassung Wallensteins verhandelten die beiden Emissäre 1632 seine erneute Einsetzung mit ihm. Questenberg war während des zweiten Generalats wesentlich daran beteiligt, die Konflikte zwischen Wallenstein und dem Kaiser bzw. dem Wiener Hof einzudämmen, konnte aber seine Ermordung 1634 nicht verhindern.
Der Historiker Golo Mann urteilt: „Gerhard von Questenberg gewann er (Wallenstein) ganz für sich; sei es durch die Macht seiner Persönlichkeit, sei es, indem er ihm den Freiherrn-Titel und die Mittel als Freiherr zu leben zuspielte. Intelligent, jovial und emsig, blieb Questenberg einer seiner nützlichsten Wiener Verbindungsmänner, fast bis zum letzten Tag.“
In Schillers Wallenstein tritt er jedoch als Gesandter des Kaisers und Gegner Wallensteins auf, der dessen Absetzung betreibt.
1636 wurde er kaiserlicher Regent über Niederösterreich, Oberösterreich und Ungarn.